# Alternative Initiationsriten
Als Alternative Initiationsriten (englisch Alternative Rites of Passage (ARP)) werden in einigen afrikanischen Ländern neuentwickelte Riten für den Übergang vom Kind zur Frau bezeichnet. Diese Praktiken bauen auf den traditionellen Zeremonien auf, werden aber durchgeführt, ohne die Genitalien der Mädchen zu verstümmeln. Sie sind verbunden mit einer Aufklärung der Mädchen durch ältere Frauen, mit Empowerment-Maßnahmen und festlichen Programmpunkten. Ausgehend vom ersten kenianischen Modell alternativer Riten der Organisation Maendeleo Ya Wanawake werden die Initiationsriten in lokalen Gemeinschaften seit Mitte der 1990er Jahre durchgeführt.

## Beschreibung
Die Praxis der weiblichen Genitalverstümmelung (FGM) ist in vielen afrikanischen Staaten verboten. Trotzdem ist sie weiterhin in zahlreichen Ländern des Kontinents verbreitet, meist als Teil des Initiationsritus der Mädchen vor dem Übergang zur Frau. In den meisten Fällen erfolgt sie kurz vor oder während der Pubertät, um die Mädchen „heiratsfähig“ zu machen. So waren in Kenia, wo die Genitalverstümmelung von Frauen unter 18 seit 2011 verboten ist, bei der letzten offiziellen Befragung 2014 noch immer 21 Prozent der Frauen zwischen 15 und 49 Jahren verstümmelt. Seit Mitte der 1990er Jahre werden daher Alternative Rites of Passage als Alternative zur Initiation von Frauen in die Weiblichkeit propagiert, wobei die Körper der Mädchen unversehrt bleiben. Sie können, so die Historikerin Lotte Hughes, „als neu erfundene Rituale verstanden werden, die darauf abzielen, bestimmte Aspekte des traditionellen Initiationsprozesses zu replizieren oder zu imitieren, jedoch ohne den physischen Schnitt“.
Die ersten bekannten ARP wurden 1996 in 30 Familien der Meru-Gemeinschaft in Kenia von zwei Organisationen, Maendeleo Ya Wanawake und Programme for Alternative Technology in Health (PATH), durchgeführt. Ziel war, die Gemeinschaft davon zu überzeugen, diesen Initiationsritus, mit dem der Übergang von der Kindheit zum Frausein gefeiert wird, ohne – wie bisher üblich – eine Genitalverstümmelung durchzuführen. Dabei wurde der Geist des Ritus beibehalten: Die Mädchen wurden über ihre künftige Rolle als Frau in Familie und Gemeinschaft aufgeklärt, und es gab eine öffentliche Feier mit dem Austausch von Geschenken. Die Zeremonie wurde mit einer öffentlichen Erklärung abgeschlossen, mit der die Gemeinschaft den Übergang der Mädchen zur Frau anerkannte.
Plan International beschrieb 2021 den Ablauf von ihr initiierten alternativen Initiationsriten: Dabei werde der Akt der Genitalverstümmelung durch eine Sitzung ersetzt, in der die Mütter ihr Wissen und ihre Erfahrungen an die Mädchen weitergeben. Wie in den traditionellen Zeremonien leben die Mädchen über fünf Tage abgeschnitten von der Außenwelt zusammen. Unter der Leitung der Frauen werde den nicht verstümmelten Mädchen traditionelle Lieder und Tänze beigebracht und so ihre kulturelle Identität gestärkt. Die Riten endeten mit feierlichen Zeremonien, an denen die ganze Gemeinschaft teilnehme.
2009 rief die Amref Health Africa (Amref) das Programm Alternative Rites of Passage ins Leben unter dem Motto Stop the cut. Bis 2023 erlangten rund 20.000 Mädchen mit der Unterstützung ihrer Gemeinschaft mit ARP die „Reife“. Anfangs wurde versucht, Befragungen der „ARP-Mädchen“ auf Treffen in den Schulferien durchzuführen, die aber spärlich besucht waren; nach einem Schulwechsel oder -abgang ging der Kontakt zu den Mädchen meist vollends verloren. Um die Wirksamkeit ihres Programms zu überprüfen, ließ  Amref ein digitales Trackingtool entwickeln, mit dem Mädchen, die die ARP durchlaufen haben, nachverfolgt werden können. Die zentrale Frage lautet: Wie wirkt sich die ARP auf die Häufigkeit von Genitalverstümmelungen, Teenager-Schwangerschaften und Kinder-, Früh- und Zwangsehen unter heranwachsenden Mädchen und jungen Frauen aus?
2019 berichtete die Amref über eine ARP-Feier mit 78 Mädchen in Indupa, Kajiado County. Über vier Tage erhielten die Mädchen Unterricht zu Themen wie Sexualaufklärung, HIV-Prävention, Familienplanung, Versorgung bei Schwangerschaft und Geburt, die Vorbeugung und Behandlung sexuell übertragbarer Krankheiten sowie die Prävention geschlechtsspezifischer Gewalt und Empowerment-Maßnahmen. Ebenso wurden 40 Jungen darüber aufgeklärt, warum FGM eine überholte kulturelle Praxis ist, die Mädchen ihrer Zukunft beraube. Am Vorabend der Abschlusszeremonie fand ein Kerzenfest mit einem Schönheitswettbewerb statt, um das Selbstbewusstsein der Mädchen zu stärken. Zum Abschluss erhielten die Mädchen Papier und Schreibmaterial, um den Wert von Bildung zu unterstreichen. Die Ältesten von Indupa segneten ihre Töchter und wünschten ihnen viel Erfolg: „Wir geben euch die Kraft zu lesen.“ 2021 wurde eine Studie über die Auswirkungen von ARP in Gemeinschaften der Massai in Kajido veröffentlicht. Ein Fazit lautete, dass sich durch die Einführung von ARP zum Beispiel die Schulzeiten der Mädchen verlängert hatten, die zuvor im Allgemeinen nach einer FGM umgehend verheiratet worden waren.
Auf der Spendenplattform betterplace.org erschien 2021 einen Bericht über das landesweit zweite „ritual without cutting“ in Tonkolili in Sierra Leone, einem Distrikt, in dem FGM stark verbreitet ist. Dem  Amazonian Initiative Movement (AIM) sei es gelungen, Familien und Communitys zu überzeugen, und 300 Teilnehmerinnen hätten sich angemeldet. Plan International teilte 2022 mit, dass durch die Arbeit der Organisation in einer Projektregion in Guinea die Zahl der nicht-verstümmelten Mädchen im Alter von 5 bis 17 Jahren um 21 Prozent gestiegen sei. Diese Entwicklung könne man nicht mit Zwang vorantreiben, sondern nur durch Überzeugung. Zudem sei es notwendig dafür zu sorgen, dass die Frauen, die als Beschneiderin arbeiteten, auf andere Weise ein eigenes Einkommen erwerben können.